# Micron Technology
43°31′51″ пн. ш. 116°09′01″ зх. д. / 43.530717838889° пн. ш. 116.15040835° зх. д.
Micron Technology, Inc. — американська транснаціональна корпорація, виробник оперативної комп'ютерної пам'яті та комп'ютерної пам'яті для збереження даних, включаючи DRAM, флеш-пам'ять, та USB-флеш-накопичувачі. Головний офіс компанії знаходиться у місті Бойсе, штат Айдахо. Товари, для загального ринку споживачів реалізуються під торговими марками «Crucial» і «Ballistix». У січні 2006 Micron та Intel створили спільне підприємство під назвою IM Flash Technologies (IMFT) для виробництва та реалізації пам'яті типу NAND.

## Історія
Заснована в місті Бойсе, штат Айдахо, в 1978 Вардом Паркінсоном, Джо Паркінсоном, Деннісом Вілсоном та Дагом Пітменом як консалтінг компанія з проектування напівпровідників. Стартове фінансування забезпечили місцеві бізнесмени Айдахо — Том Ніколсон, Аллен Нобл, Рудольф Нельсон та Рон Янке. Пізніше, компанія отримала фінансування від мільярдера Айдахо Дж. Р. Сімплота, який заробив свої статки на картопляному бізнесі. У 1981 році компанія перейшла від консалтингу до виробництва, після закінчення будівництва першої фабрики з виготовлення семікондукторів («Fab 1») типу 64K DRAM.
У 1994 засновник компанії Джо Паркінсон пішов у відставку з посади генерального директора, а Стів Епплтон зайняв його місце.
В серпні 2013 завершила поглинання японського конкурента Elpida, ставши другим найбільшим виробником чипів пам'яті DDR3. Завдяки цьому придбанню компанія стала основним постачальником мобільної пам'яті для iPad та iPhone. 
В серпні 2017 «Lexar Media» була продана китайському виробнику чипів пам'яті Longsys.
У лютому компанія анонсувала випуск першої microSD карти пам'яті місткістю 1 ТБ.